# ᴀ
ᴀ – litera rozszerzonego alfabetu łacińskiego powstała od majuskuły litery A.

## Wykorzystanie

### Międzynarodowy alfabet fonetyczny
W latach 1888–1891 ᴀ wykorzystywane było w Międzynarodowym alfabecie fonetycznym dla oznaczenia samogłoski otwartej tylnej zaokrąglonej. Od 1892 r. samogłoska ta oznaczana jest symbolem [ɒ].

### Uralski alfabet fonetyczny
W Uralskim alfabecie fonetycznym ᴀ odpowiada samogłosce otwartej tylnej niezaokrąglonej dźwięcznej.

### Inne alfabety fonetyczne
W Atlas Linguarum Europae ᴀ oznacza samogłoskę otwartą centralną niezaokrągloną.

## Kodowanie
| Znak                   | ᴀ                            | ᴀ                            |
| ---------------------- | ---------------------------- | ---------------------------- |
| Nazwa w Unikodzie      | Latin Letter Small Capital A | Latin Letter Small Capital A |
| Kodowanie              | dziesiątkowo                 | szesnastkowo                 |
| Unicode                | 7424                         | U+1D00                       |
| UTF-8                  | 225 180 128                  | e1 b4 80                     |
| Odwołania znakowe SGML | &#7424;                      | &#x1D00;                     |